# Vivescia
Vivescia — французская группа сельскохозяйственных кооперативов, в которую входит около 10 тысяч фермеров северо-востока Франции. Образовалась в 2012 году в результате слияния двух кооперативов, Champagne Céréales и Nouricia. Штаб-квартира расположена в Реймсе.

## История
Сельскохозяйственные кооперативы на северо-востоке Франции начали возникать в 1920-х годах; наиболее крупный из них, Providence Agricole, был создан в 1921 году. В 1961 году у кооперативов региона появилось первое крупное предприятие — солодовый завод в Реймсе. С середины 1960-х годов начался процесс объединения кооперативов. В 1984 году была создана компания Malteurop для строительства и покупки солодовых заводов. В 1989 году был создан научно-исследовательский центр ARD (Agro-industrie Recherches et Développements). В 1991 году сформировалась группа кооперативов Champagne Céréales («Злаки Шампани»); в неё входило 12 тысяч фермеров, на то время она была крупнейшей во Франции. В 2001 году была создана группа Nouricia, объединившая кооперативы SCARM и CARB.
В апреле 2012 года Champagne Céréales и Nouricia объединились под названием Vivescia. В 2022 году был открыт солодовый завод в Мексике.

## Деятельность
Группа Vivescia осуществляет торговлю зерном, снабжение фермеров семенами, удобрениями и пестицидами. Группе принадлежит 55 предприятий по переработке сельскохозяйственной продукции, она является крупным производителем муки, солода и комбикормов, а также одним из крупнейших в Европе производителей замороженных полуфабрикатов из теста. Vivescia собирает и перерабатывает около 3 млн т зерна в год. Основным брендом группы является Francine, под ним продаётся мука, другие бренды — Campaillette, Copaline и Délifrance.
Помимо Франции предприятия расположены в 25 странах, включая Испанию, Португалию, Германию, Швейцарию, Италию, Великобританию, Польшу, Румынию, Украину, Россию, Китай, Таиланд, США, Канаду, Мексику, Австралию и Новую Зеландию.
Выручка группы за 2022/23 финансовый год составила 6,2 млрд евро, из них на деятельность кооперативов пришлось 28 %, производство солода — 27 %, замороженные полуфабрикаты — 19 %, помол зерна — 13 %, другую деятельность — 13 %. На Францию пришлось 48 % выручки, на остальную Европу — 30 %, на другие регионы — 22 %.

## Дочерние компании
Основные дочерние компании:
- Grands Moulins de Paris[фр.] — помол зерна;
- Malteurop[фр.] — производство солода (входит в пятёрку крупнейших в мире[10]);
- Délifrance[фр.] — производство полуфабрикатов, выпечки и кондитерских изделий;
- Kalizea[фр.] — переработка кукурузы;
- Nealia[фр.] — производство комбикормов;
- ARD — научно-исследовательская лаборатория.

Помимо продуктов питания, под брендом Délifrance работает крупная франчайзинговая сеть кафе и пекарень во Франции, Нидерландах, Бельгии, Китае, Сингапуре, Индонезии, Японии, Шри-Ланке, на Филиппинах. Сеть начала развиваться в 1983 году, первые точки были открыты в Нидерландах и Бельгии. Первоначально являлась дочерним предприятием мукомольной группы Grands Moulins de Paris.